# André-Michel Besse
André-Michel Besse a été le dernier président-directeur général de RFO de 1998 à 2004 avant l'intégration de la chaîne de radio et de télévision de l'Outre-mer à France Télévisions.

## Biographie
André-Michel Besse est né le 11 septembre 1944 à Annecy (Haute-Savoie). Il est le fils d'Albert Besse (1917-1994), avocat à la cour d'appel de Paris et de Marguerite Dufour. Il est le frère de Jean Besse, président de la 1re Chambre commerciale à la cour d'appel de Versailles.
Après des études secondaires au lycée Gay-Lussac de Limoges où son père menait une carrière politique parallèle à son activité d'avocat parisien, puis au lycée Henri-IV à Paris, il s'oriente vers une carrière universitaire.
Agrégé de philosophie, il enseigne pendant cinq ans à Bordeaux, Téhéran (service militaire) et Marseille puis se tourne vers l'administration d’État.
Il entre à l’École nationale d'administration en 1974 (promotion André-Malraux).

## Carrière
André-Michel Besse a fait l'essentiel de sa carrière dans les secteurs de la culture et de la communication.
Il a été notamment chef du service du soutien aux industries de programmes au Centre national du cinéma (CNC), sous directeur des constructions publiques au ministère de la Culture enfin sous-directeur de l'Audiovisuel dans les Services du Premier ministre SJTI.
En 1994, il quitte l'administration d'État pour rejoindre RFO (alors Radio-Télévision de la France d'Outre-mer) d'abord comme secrétaire général puis il succède à Jean-Marie Cavada comme président-directeur général.  Nommé par le CSA en 1998, son mandat est renouvelé en 2001. 
Lors de l'intégration de RFO au groupe France Télévisions en juillet 2004, il quitte RFO et Marc Tessier lui succède.
RFO a été rebaptisé Outre-Mer première le 12 octobre 2010.
Pendant ses deux mandats à RFO, il s'est attaché à promouvoir des originaires de l'Outre-mer dans tous les postes de responsabilités du Réseau et à développer le rayonnement international des stations d'outre-mer avec notamment le concept de télévisions régionales par satellite.
Nommé contrôleur d’État au ministère de l’Économie et des Finances, il exerce son activité au sein de l'Agence de l'environnement et de la maîtrise de l'énergie (ADEME) de 2005 à 2009.
André-Michel Besse est actuellement consultant dans le secteur de l'audiovisuel.
André-Michel Besse est chevalier de la Légion d'honneur.